# 221230 Sanaloria
221230 Sanaloria è un asteroide della fascia principale. Scoperto nel 2005, presenta un'orbita caratterizzata da un semiasse maggiore pari a 2,7966461 UA e da un'eccentricità di 0,0910048, inclinata di 2,49381° rispetto all'eclittica.